# Sárospataki országgyűlés
A nemzeti összefogás és a hadsereg megerősítése céljából hívta össze II. Rákóczi Ferenc a sárospataki országos gyűlést. 1708. november 28-án kezdődtek a tanácskozások a várban, a Vörös-torony Öregpalotájában. Ez volt a szabadságharc utolsó, de egyik legjelentősebb országgyűlése. Itt tette meg II. Rákóczi Ferenc sokat emlegetett javaslatát a katonaállítás sikerének érdekében: bárki, aki a jobbágyok közül fegyvert fog és áldozatot hoz a hazáért, az szabaduljon fel a földesúri joghatóság alól, ezeket a katonákat letelepítik és megkapják a hajdúvárosok kiváltságait. Az országgyűlés elfogadván a javaslatot, törvényt alkotott a harcoló jobbágyok sorsáról, biztosítva társadalmi felemelkedésük lehetőségét. 

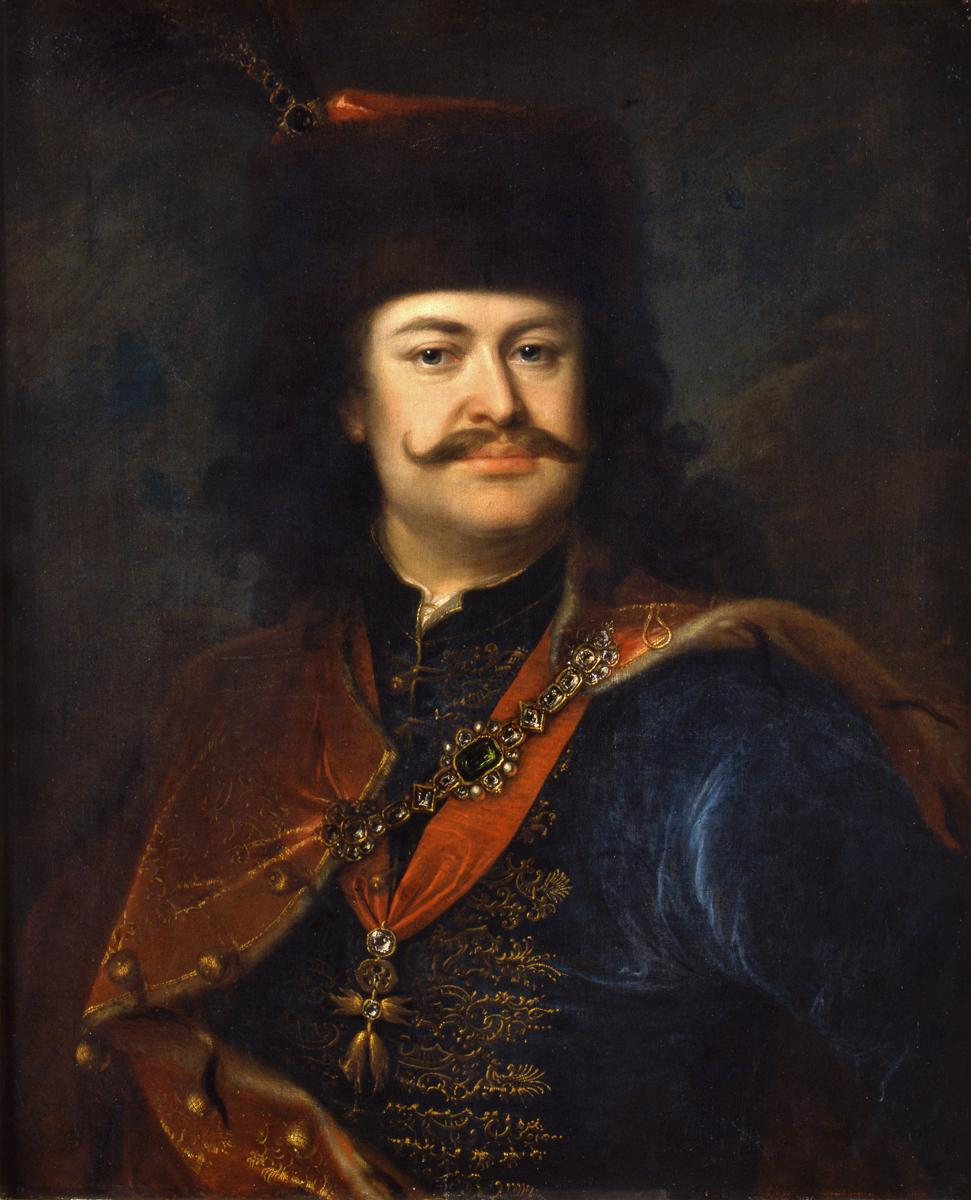
Mányoki Ádám: II. Rákóczi Ferenc képmása (a kép a függetlenségi harc elbukása miatt emigrációba kényszerült fejedelem lengyelországi tartózkodása idején, 1712-ben Gdanskban készült)

Eközben a nemzetközi remények, ill. a katonai kapcsolat a spanyol örökösödési háborúban érintett országokkal, a trencséni csatavesztéssel szertefoszlottak. A nemesi rend érdekei ugyanakkor felülkerekedtek az ország érdekein. A háborúban kimerült, pestissel sújtott ország egyre kevésbé volt képes biztosítani a hadviselés feltételeit. Heister elfoglalta a bányavárosokat, Ocskay átállt a császári oldalra. Bezerédj brigadérost árulás vádjával letartóztatták. A bomlás jelei láthatóvá váltak a seregben, a parasztság közömbössé vált. Az sárospataki országgyűlés törvényei már nem tudták megakadályozni a csatavesztést.